# Heinz Ulzheimer
Heinz Ulzheimer (Frankfurt-Höchst, Alemania, 27 de diciembre de 1925-18 de diciembre de 2016) fue un atleta alemán, especialista en la prueba de 4x400 m en la que llegó a ser medallista de bronce olímpico en 1952.

## Carrera deportiva
En los JJ. OO. de Helsinki 1952 ganó la medalla de bronce en los relevos de 4x400 metros, con un tiempo de 3:06.6 segundos, llegando a meta tras Jamaica que con 3:03.9 s batió el récord mundial, y Estados Unidos (plata), siendo sus compañeros de equipo Hans Geister, Günter Steines y Karl-Friedrich Haas.